# Wasserwerk Canitz
Das Wasserwerk Canitz ist das größte der von den Kommunalen Wasserwerken Leipzig betriebenen Wasserwerke. Es liefert etwa ein Drittel der in der Stadt Leipzig bereitgestellten Wassermenge.

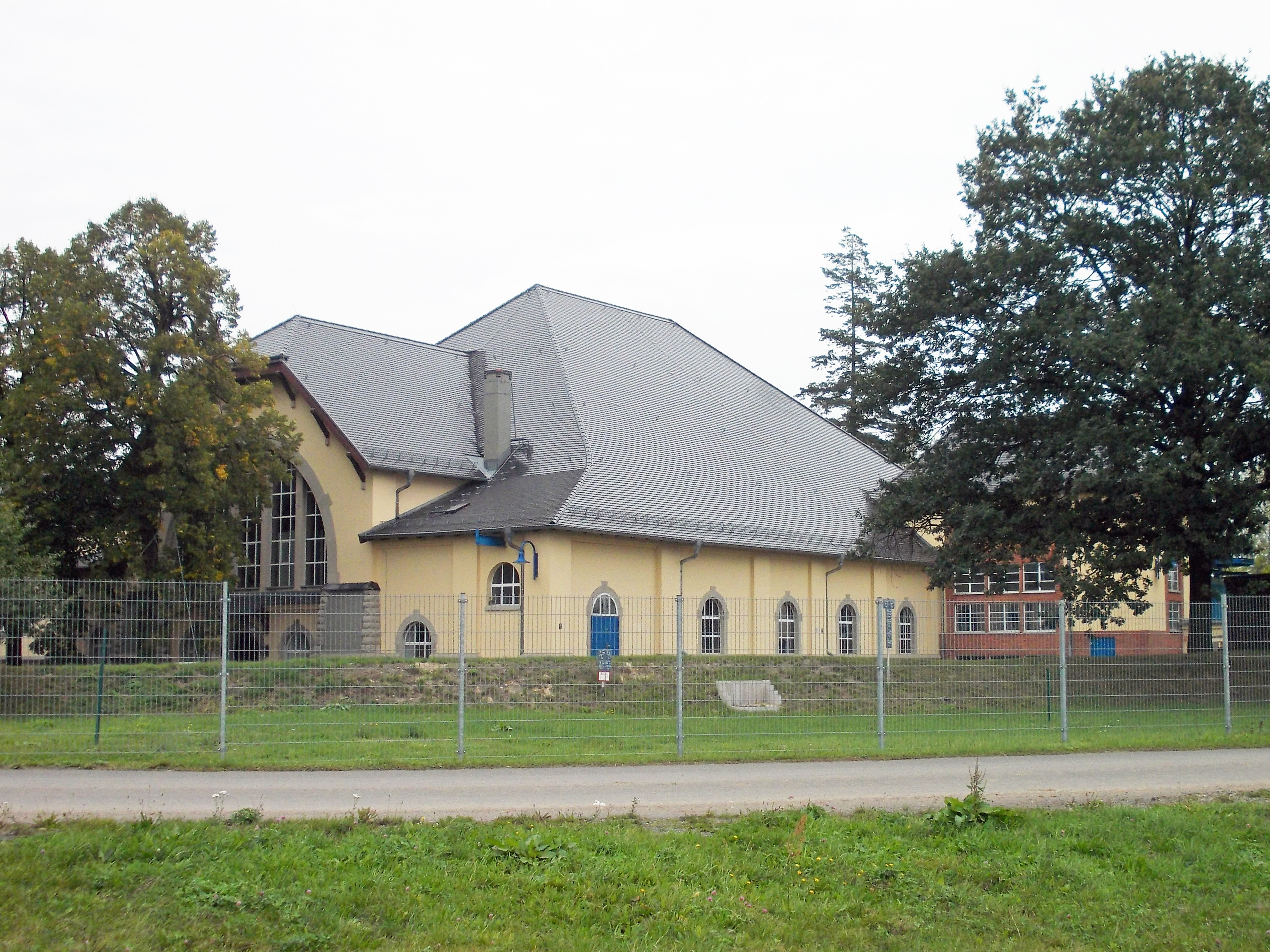
Wasserwerk Canitz (2013)

## Lage und Beschreibung
Das Wasserwerk Canitz befindet sich rechtsseitig der Mulde etwa drei Kilometer nordwestlich von Wurzen im Dorf Canitz, das seit 1963 Teil der Gemeinde Thallwitz ist. Es ist das größte Wasserwerk der Leipziger Wasserwerke.
In einem mehr als vier Kilometer langen schmalen Geländestreifen etwa parallel und im Abstand von wenigen Hundert Metern zur Mulde befinden sich 225 Brunnen mit Tiefen bis 22 Meter. Deren Wasser wird nach dem Heberprinzip in einen Sammelbrunnen geführt und nach der Belüftung in einer Riesleranlage in zwölf geschlossene Einschichtkiesfilter geleitet, die ihm Trübstoffe, Kohlensäure, Eisen und Mangan entziehen. Die Restentsäuerung geschieht durch Dosierung von Natronlauge, als Desinfektionsmittel wird Chlorgas zugeführt. Die Kapazität der Anlage beträgt 38.000 Kubikmeter pro Tag, die jährliche Förderleistung liegt bei mehr als elf Millionen Kubikmeter (Jahresförderleistung 2015: 11.361.235 m³). Das im Wesentlichen die Pumpen enthaltende Hauptgebäude ist ein unter Denkmalschutz stehender Jugendstilbau.
Das aufbereitete Trinkwasser gelangt über eine 25 Kilometer lange unterirdische Druckleitung zur Wasserversorgungsanlage Leipzig-Probstheida.
Durch Canitz und damit in direkter Nähe von Wasserwerk und Mulde-Brücke (aber nicht über sie) verläuft der Mulderadweg, auf der anderen Muldeseite liegen Dorf und Schloss Püchau.

## Rohrbrücke Canitz

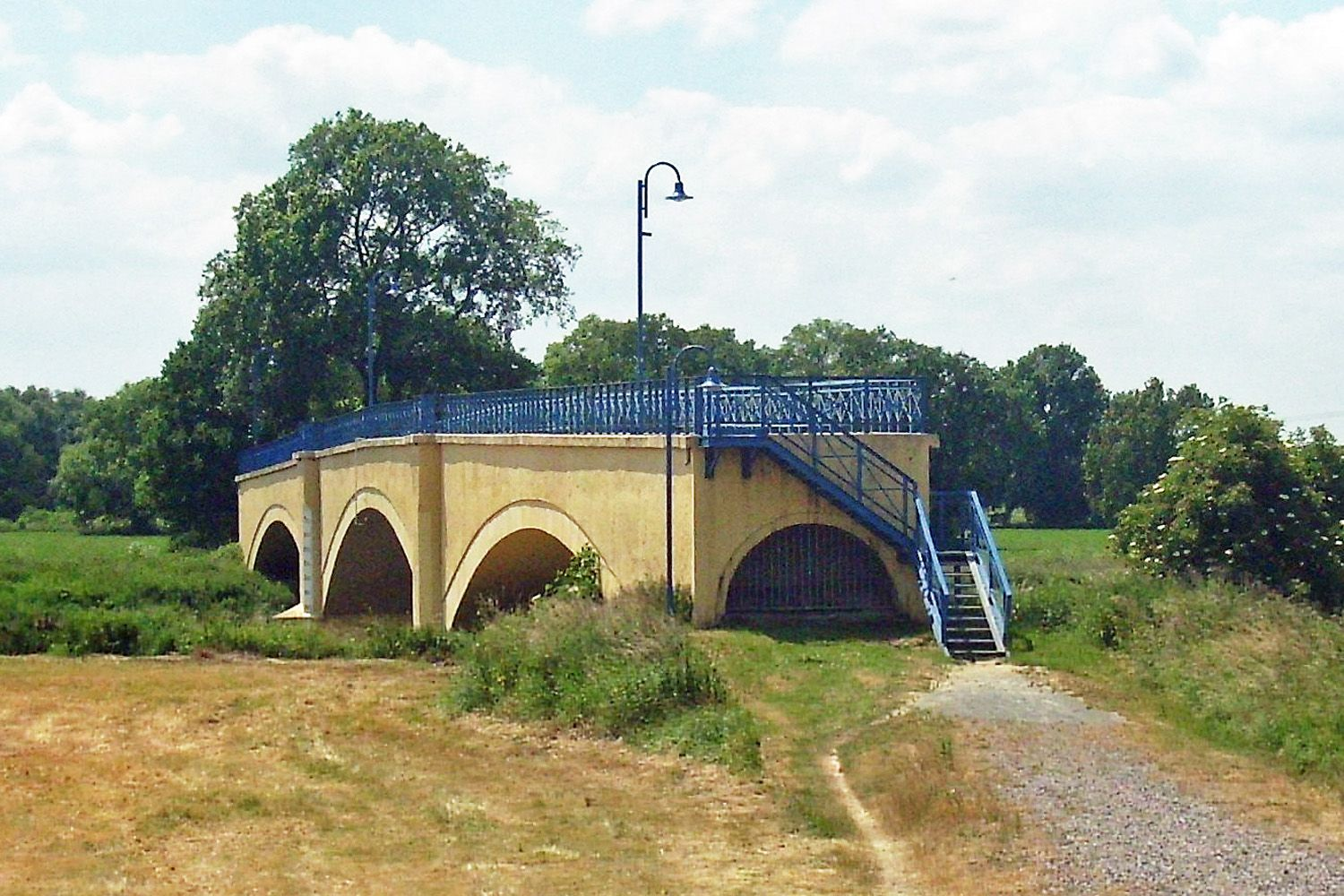
Die Canitzer Rohrbrücke (2010)

Eine Besonderheit stellt die Überquerung der Mulde dar: In Richtung Leipzig verlaufen zwei Trinkwasser-Rohre – offizielle Bezeichnung: Transportdoppelleitung DN 1000 – innerhalb einer 125 Meter langen Dreifeld-Betonbogenbrücke mit Putzgliederung (entstanden um 1912). Seitliche Treppen ermöglichen die Begehung und den Uferwechsel für Fußgänger. Ursprünglich als Straßenbrücke geplant, scheiterte diese Nutzung jedoch am damaligen Gutsbesitzer von Canitz, der die Zustimmung zur Errichtung der Zufahrtsrampen verweigerte. So ist es bei dieser Mulden-Hochbrücke bis heute bei den Treppenaufgängen geblieben.

## Wassergut Canitz
Zum Schutz der Trinkwasserressourcen betreibt im Thallwitzer Ortsteil Wasewitz die Wassergut Canitz GmbH, ein zu den Wasserwerken Leipzig gehörendes Tochterunternehmen, im Trinkwassereinzugsbereich auf 750 Hektar Fläche ökologischen Landbau ohne Einsatz von chemisch-synthetischen Düngemitteln.
Laut Angaben vom März 2021 verfügt das Wassergut Canitz über eine landwirtschaftliche Nutzfläche von 800 Hektar (634,5 Hektar Ackerfläche + 166,5 Hektar Grünland (mit 5 Hektar Streuobstwiesen)) sowie 70 Hektar Wald, 7 Hektar Betriebsgelände und 30 Hektar Unland.

## Geschichte

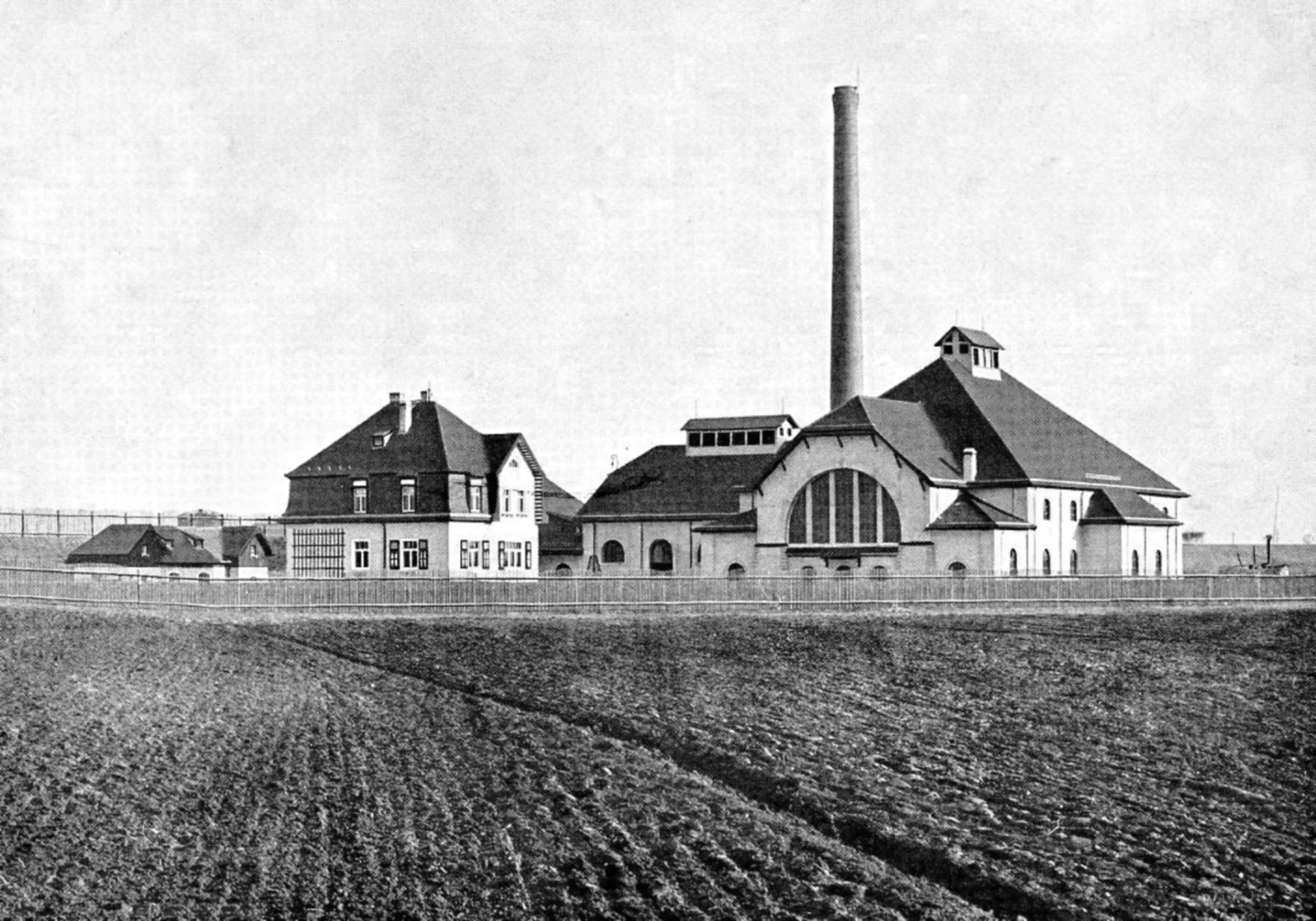
Wasserwerk Canitz nach seiner Fertigstellung (1912)

Mit der Zunahme der Bevölkerungszahl Leipzigs zum Ende des 19. Jahrhunderts reichte die Kapazität der die Stadt bis dahin versorgenden Wasserwerke bei Naunhof nicht mehr aus. Nach umfassenden hydrologischen Untersuchungen projektierte der Wasserbau-Ingenieur Adolf Thiem (1836–1908), der auch schon die Naunhofer Wasserwerke geplant hatte, in der Muldenaue das Wasserwerk Canitz, das von 1907 bis 1912 errichtet wurde.
Von 1912 bis 1926 arbeitete das Wasserwerk mit dampfbetriebenen Kolbenpumpen. Diese wurden 1927 durch elektrisch betriebene Pumpen abgelöst und die bis dahin notwendige Esse abgetragen. Nach 1990 wurde die Technik erneuert.
Das Wassergut Canitz entstand 1994 aus dem 1907 gegründeten städtischen Ratsgut, das nach 1945 zusammen mit dem Gut in Sommerfeld als Volkseigenes Gut (VEG) Canitz-Sommerfeld geführt worden war.

## Wasserwerk Thallwitz

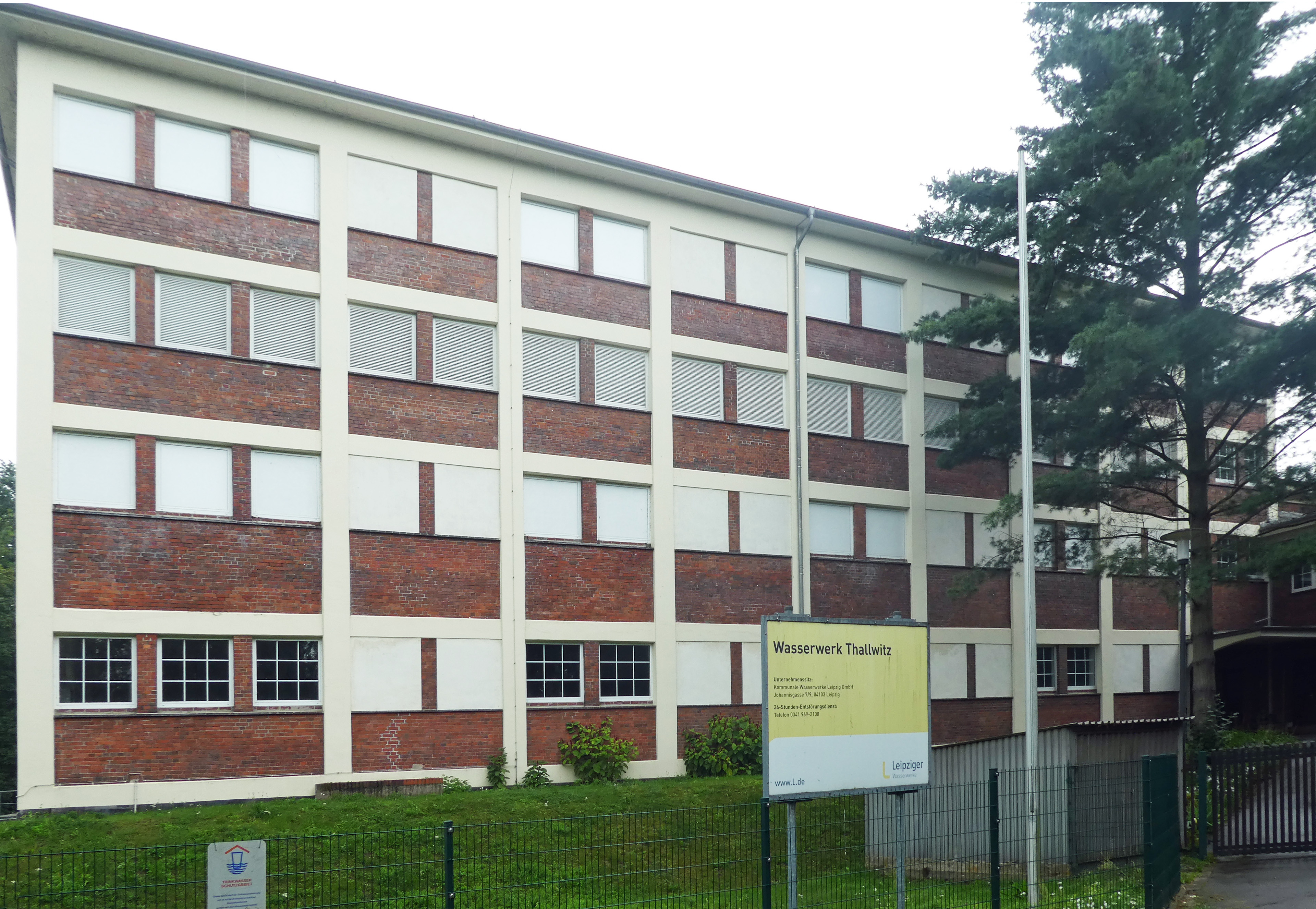
Wasserwerk Thallwitz (2020)

Zur weiteren Kapazitätserhöhung wurde von 1936 bis 1943 etwa drei Kilometer nordwestlich des Canitzer Werkes im Thallwitzer Ortsteil Kollau das Wasserwerk Thallwitz errichtet. Eine umfassende Sanierung des Werkes erfolgte von 1996 bis 2004. In etwa 140 Brunnen wird hier vorwiegend Uferfiltrat gewonnen. Es wird ähnlich wie im Canitzer Werk bearbeitet, außer dass die Belüftung durch Verdüsung statt Rieselung erfolgt und zusätzlich Polyaluminiumchlorid als Flockungshilfsmittel zugesetzt wird.
Die maximale Tagesleistung beträgt 25.000 m³ und die Jahresförderleistung liegt bei 6.000.000 m³. Die Fernleitung zur Behälteranlage Leipzig-Probstheida verläuft parallel zu der des Canitzer Werkes.